# Alex Raphael Meschini
Alex Raphael Meschini, känd som Alex född 25 mars 1982 i Cornélio Procópio, är en brasiliansk fotbollsspelare som spelar för brasilianska Internacional. Mellan år 2009 och 2011 spelade han för ryska FC Spartak Moskva, men i maj 2011 gick Spartak med på en transfer till Corinthians.

## Fotnoter
1. ↑  Base de Datos del Futbol Argentino, BDFA spelar-ID: 36333.[källa från Wikidata]
2. ↑  As, Grupo PRISA, AS.com atlet-id: alex/29966.[källa från Wikidata]